# Mercedes-Benz M111

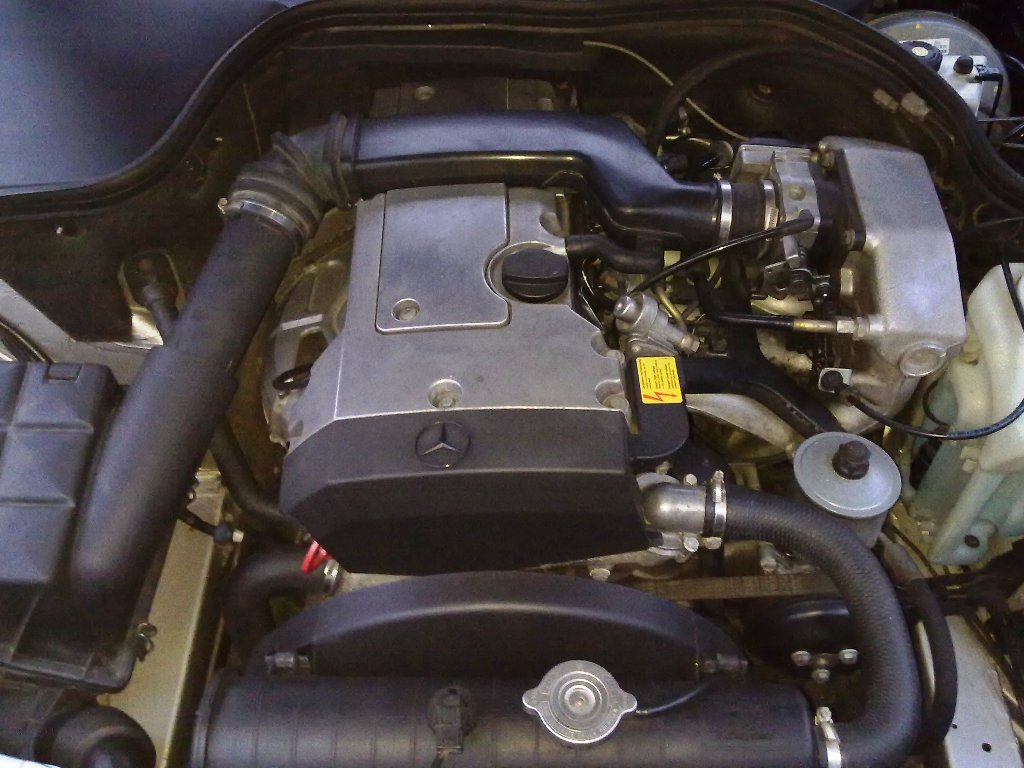
Mercedes-Benz M111E18

Mercedes-Benz M 111 — це бензиновий двигун із чотирма рядними циліндрами, чотирма клапанами та електронним керуванням упорскуванням і запалюванням. Він був представлений компанією у 1992 році в 200 E / 220 E як наступник M 102 і замінений на M 271 з 2002 року. Під час розробки велике значення приділялося плавності ходу та тяговій силі. Порівняно з попередником споживання палива було зменшено, а крутний момент і потужність збільшені. Безконтактна система запалювання працює з малим зносом.
У порівнянні з M 102, M 111 був більш компактним і міг виготовлятися на тих же потужностях, що і дизельні двигуни. Це дало змогу швидше реагувати на зміни попиту між бензиновими та дизельними двигунами. Як і його попередник, він мав чавунний блок двигуна і головку блоку циліндрів з легкого сплаву.
Це був перший чотирициліндровий двигун від Mercedes-Benz, оснащений головкою блоку циліндрів з 4 клапанами у великому серійному виробництві (у M 102 це було доступно лише для відносно рідкісних моделей від 190 E 2.3-16 до 190 E 2.5-16 Evo II). Два верхні розподільні вали приводилися в дію подвійним роликовим ланцюгом і приводили в дію клапани через ковшові штовхачі (гідравлічні штовхачі). Більшість варіантів М 111 також мали двоступеневу фазову регулювання впускного распредвала і контроль детонації. У порівнянні з M 102 електронне керування двигуном призвело до значного зниження споживання палива, а чотириклапанна технологія призвела до підвищення продуктивності. У 1995 році була представлена оновлена модель серії M 111 разом з E 230. У процесі були модифіковані й інші двигуни. Тепер 1,8-літровий двигун і 2,0-літровий двигун також отримали систему впорскування, яка використовувала систему HFM з вимірювачем маси повітря з гарячою плівкою замість попереднього керування двигуном P. Обидва агрегати також отримали впускні розподільні вали, які можна було регулювати під час роботи. До того часу це було зарезервовано для 2,2-літрового двигуна.
M 111 також був доступний з турбонаддувом Roots типу Eaton M62, а з 2000 року M45 з потужністю до 145 кВт (197 к.с.). Оскільки повітродувка Roots не має внутрішнього стиснення, вона може бути замкнута накоротко при частковому навантаженні та працювати з невеликим опором, тому в більшості ситуацій вона споживає невелику потужність приводу. Він активується лише тоді, коли є відповідна висока потреба в потужності – майже непомітно для водія. Однак тоді він працює з меншою ефективністю та створює більше шуму, ніж компресор із внутрішнім стисненням. Оскільки він рідко вмикається, це лише трохи збільшує споживання. Шум було взято під контроль завдяки ретельно налаштованим амортизаторам. C 230 Kompressor, представлений на IAA в 1995 році, був першим Mercedes з цією технологією в M 111. Перевага в споживанні палива порівняно з таким же потужним двигуном без турбонаддуву становила близько 25% при високому крутному моменті.

## Технічні характеристики
| Модель                       | Тип двигуна       | Об'єм            | Діаметр × хід  | Потужність (об/хв)       | Крутний момент (об/хв) | Нагнітач   | Роки виробництва |
| ---------------------------- | ----------------- | ---------------- | -------------- | ------------------------ | ---------------------- | ---------- | ---------------- |
| 180                          | M 111 E 18        | 1,8 l (1799 см³) | 85,3 × 78,7 мм | 90 kW (122 PS) bei 5500  | 170 Nm bei 4200        | без        | 1993–1997        |
| 180                          | M 111 E 18        | 1,8 l (1799 см³) | 85,3 × 78,7 мм | 90 kW (122 PS) bei 5500  | 170 Nm bei 3700        | без        | 1997–2000        |
| 180                          | M 111 E 20 EVO    | 2,0 l (1998 см³) | 89,9 × 78,7 мм | 95 kW (129 PS) bei 5500  | 185 Nm bei 3500        | без        | 2000–2002        |
| 200, 113                     | M 111 E 20        | 2,0 l (1998 см³) | 89,9 × 78,7 мм | 95 kW (129 PS) bei 5100  | 186 Nm bei 3600        | без        | 1996–2006        |
| 200                          | M 111 E 20        | 2,0 l (1998 см³) | 89,9 × 78,7 мм | 100 kW (136 PS) bei 5500 | 190 Nm bei 4000        | без        | 1992–1997        |
| 200                          | M 111 E 20        | 2,0 l (1998 см³) | 89,9 × 78,7 мм | 100 kW (136 PS) bei 5500 | 190 Nm bei 3700        | без        | 1997–2000        |
| 200 Kompressor               | M 111 E 20 ML     | 2,0 l (1998 см³) | 89,9 × 78,7 мм | 132 kW (180 PS) bei 5400 | 250 Nm bei 2500–4800   | Kompressor | 1995–1996        |
| 200 Kompressor               | M 111 E 20 ML     | 2,0 l (1998 см³) | 89,9 × 78,7 мм | 137 kW (186 PS) bei 5400 | 270 Nm bei 2500–4800   | Kompressor | 1996–2000        |
| 200 Kompressor               | M 111 E 20 ML EVO | 2,0 l (1998 см³) | 89,9 × 78,7 мм | 120 kW (163 PS) bei 5300 | 230 Nm bei 2500–4800   | Kompressor | 2000–2004        |
| 220                          | M 111 E 22        | 2,2 l (2199 см³) | 89,9 × 86,6 мм | 110 kW (150 PS) bei 5500 | 210 Nm bei 4000        | без        | 1992–1996        |
| 230, 114, 214, 314, 414, 2.3 | M 111 E 23        | 2,3 l (2295 см³) | 90,9 × 88,4 мм | 105 kW (143 PS) bei 5000 | 210 Nm bei 4000        | без        | 1996–1999        |
| 230, 114, 214, 314, 414, 2.3 | M 111 E 23        | 2,3 l (2295 см³) | 90,9 × 88,4 мм | 105 kW (143 PS) bei 5000 | 215 Nm bei 3500        | без        | 1999–2006        |
| 230                          | M 111 E 23        | 2,3 l (2295 см³) | 90,9 × 88,4 мм | 110 kW (150 PS) bei 5400 | 220 Nm bei 3700        | без        | 1995–1997        |
| 230                          | M 111 E 23        | 2,3 l (2295 см³) | 90,9 × 88,4 мм | 110 kW (150 PS) bei 5400 | 220 Nm bei 3800        | без        | 1997–2000        |
| 230 Kompressor               | M 111 E 23 ML     | 2,3 l (2295 см³) | 90,9 × 88,4 мм | 142 kW (193 PS) bei 5300 | 280 Nm bei 2500–4800   | Kompressor | 1995–2000        |
| 230 Kompressor               | M 111 E 23 ML EVO | 2,3 l (2295 см³) | 90,9 × 88,4 мм | 144 kW (197 PS) bei 5500 | 280 Nm bei 2500–5000   | Kompressor | 2000–2004        |

## Моделі
C-Клас (W/S 202)
- C 180 - M 111 E 18 (90 kW) 1993–2001
- C 180 (nur als T-Modell) - M 111 E 20 EVO (95 kW) 2000–2001
- C 200 - M 111 E 20 (100 kW) 1993–2000
- C 200 Kompressor (nicht in Deutschland erhältlich) - M 111 E 20 ML (132 kW) 1995–1996
- C 200 Kompressor (nicht in Deutschland erhältlich) - M 111 E 20 ML (141 kW) 1996–2000
- C 200 Kompressor (nur als T-Modell) - M 111 E 20 ML EVO (120 kW) 2000–2001
- C 220 - M 111 E 22 (110 kW) 1993–1996
- C 230 - M 111 E 23 (110 kW) 1996–1997
- C 230 Kompressor - M 111 E 23 ML (142 kW) 1995–2000

C-Клас (W/S 203)
- C 180 - M 111 E 20 EVO (95 kW) 2000–2002
- C 200 Kompressor - M 111 E 20 ML EVO (120 kW) 2000–2002

C-Клас Sportcoupé (CL 203)
- C 180 - M 111 E 20 EVO (95 kW) 2001–2002
- C 200 Kompressor - M 111 E 20 ML EVO (119 kW) 2001–2002
- C 230 Kompressor - M 111 E 23 ML EVO (145 kW) 2001–2002

CLK-Клас (C/A 208)
- CLK 200 - M 111 E 20 (100 kW) 1997–2000
- CLK 200 Kompressor (nicht in Deutschland erhältlich) - M 111 E 20 ML (141 kW) 1997–2000
- CLK 200 Kompressor - M 111 E 20 ML EVO (120 kW) 2000–2003
- CLK 230 Kompressor - M 111 E 23 ML (142 kW) 1997–2000
- CLK 230 Kompressor - M 111 E 23 ML EVO (145 kW) 2000–2003

SLK-Клас (R 170)
- SLK 200 - M 111 E 20 (100 kW) 1996–2000
- SLK 200 Kompressor (nicht in Deutschland erhältlich) - M 111 E 20 ML (141 kW) 1996–2000
- SLK 200 Kompressor - M 111 E 20 ML EVO (119 kW) 2000–2004
- SLK 230 Kompressor - M 111 E 23 ML (142 kW) 1996–2000
- SLK 230 Kompressor - M 111 E 23 ML EVO (145 kW) 2000–2004

E-Клас (W/S/C/A 124)
- 200 E - M 111 E 20 (100 kW) 1992–1993
- E 200 - M 111 E 20 (100 kW) 1993–1997
- 220 E - M 111 E 22 (110 kW) 1992–1993
- E 220 - M 111 E 22 (110 kW) 1993–1997

E-Клас (W/S 210)
- E 200 - M 111 E 20 (100 kW) 1995–2000
- E 200 Kompressor (nicht in Deutschland erhältlich) - M 111 E 20 ML (141 kW) 1997–2000
- E 200 Kompressor - M 111 E 20 ML EVO (120 kW) 2000–2003
- E 230 - M 111 E 23 (110 kW) 1995–1998

M-Клас (W 163)
- ML 230 - M 111 E 23 (105 kW) 1997–2000

V-Клас , Vito (W 638)
- V 200, Vito 113 - M 111 E 20 (95 kW) 1996–2003
- V 230, Vito 114 - M 111 E 23 (105 kW) 1996–2003

Sprinter (W 901–905)
- 214 / 314 / 414 - M 111 E 23 (105 kW) 1995–2006

Volkswagen LT
- 2.3 - M 111 E 23 (105 kW) 1996–2001